# Sondrio (metropolitana di Milano)
Sondrio è una stazione della linea M3 della metropolitana di Milano.

## Storia
La stazione venne attivata il 12 maggio 1991, come capolinea del prolungamento proveniente da Centrale FS.
Rimase capolinea fino al 16 dicembre 1995, quando venne attivato il prolungamento fino alla stazione di Zara
La fermata rimase chiusa al pubblico tra il 19 e il 27 settembre 2010 a causa di una esondazione del fiume Seveso, che allagò la tratta Maciachini-Repubblica. Sempre a causa dell'esondazione del Seveso, la stazione è stata chiusa dal 15 al 16 novembre 2014 e nuovamente il 31 ottobre 2023.

## Strutture e impianti
Sondrio, come tutte le altre stazioni della linea M3, è accessibile ai disabili. Rientra inoltre dall'area urbana della metropolitana milanese.
Sorge sotto viale Sondrio, da cui prende il nome. È presente un'uscita all'interno di un palazzo, mentre le altre si trovano tutte in via Melchiorre Gioia.
La stazione di Sondrio dista 694 metri da Centrale FS.

## Interscambi
Nelle vicinanze della stazione effettuano fermata alcune linee urbane di superficie, filoviarie ed automobilistiche, gestite da ATM.
- Fermata filobus (Sondrio M3, linee 90, 91 e 92)
- Fermata autobus

## Servizi
La stazione dispone di:
- Accessibilità per portatori di handicap
- Ascensori
- Scale mobili
- Emettitrice automatica biglietti
- Servizi igienici
- Stazione video sorvegliata

## Curiosità
La stazione appare in una scena del film Anni 90 (1992).